# USS Eastport (1862)
El USS Eastport fue originalmente construido como un barco de vapor de los confederados. Los Estados del Norte capturaron el barco en febrero de 1862. Los nuevos propietarios confirmaron la armadura y el armamento de la nave, por lo que es lo adecuaron como ironclad. El barco fue destinado a la protección de convoyes además de patrullar las aguas continentales de la región sur de los Estados.

## Servicio
El buque confederado, fue capturado por los cañoneros de la Armada de los Estados Unidos Conestoga, Tyler y Lexington el 7 de febrero de 1862 en Cerro Gordo, Tennessee. 
Fue trasladado hasta Cairo, Illinois, donde fue convirtió en un ironclad para el uso por parte del Ejército de los EE. UU.. El barco salió del puerto a finales de agosto bajo el mando del capitán de corbeta S. L. Phelps, con la misión de controlar el Mississippi entre la isla nº10 y la desembocadura del Arkansas. Retornó posteriormente a Cairo para la reparación, el 1 de octubre, cuando los buques que patrullaban él fueron devueltos a la Armada para formar la escuadra del Mississippi.
Navegó posteriormente desde Cairo a Vicksburg, para unirse a la citada escuadra, pero el barco embarrancó el 2 de febrero de 1863. Se vio obligado a regresar al Cairo para su reparación. El buque supervisó desde el 19 de junio el tráfico fluvial a Helena, Arkansas. Sirvió al final de su carrera en misiones escolta a convoyes y patrullas del Mississippi y sus afluentes. Se dirigió el 5 de marzo, a la desembocadura del río Rojo para unirse a una expedición conjunta de la Armada y el Ejército.
El USS Eastport pasó los obstáculos que había en el paso de Fort Russyn. El barco también participó en la captura de la fortaleza. Siguió el río Rojo aguas arriba hasta Gran Ecoreen el 5 de abril, lugar donde el barco viró en redondo y comenzó el camino de retorno río abajo. 
El 15 de abril de 1864, chocó impactó con un torpedo -denominación que recibían en aquella época las minas navales- que había sido desplegada por las fuerzas de los Estados del Sur. 

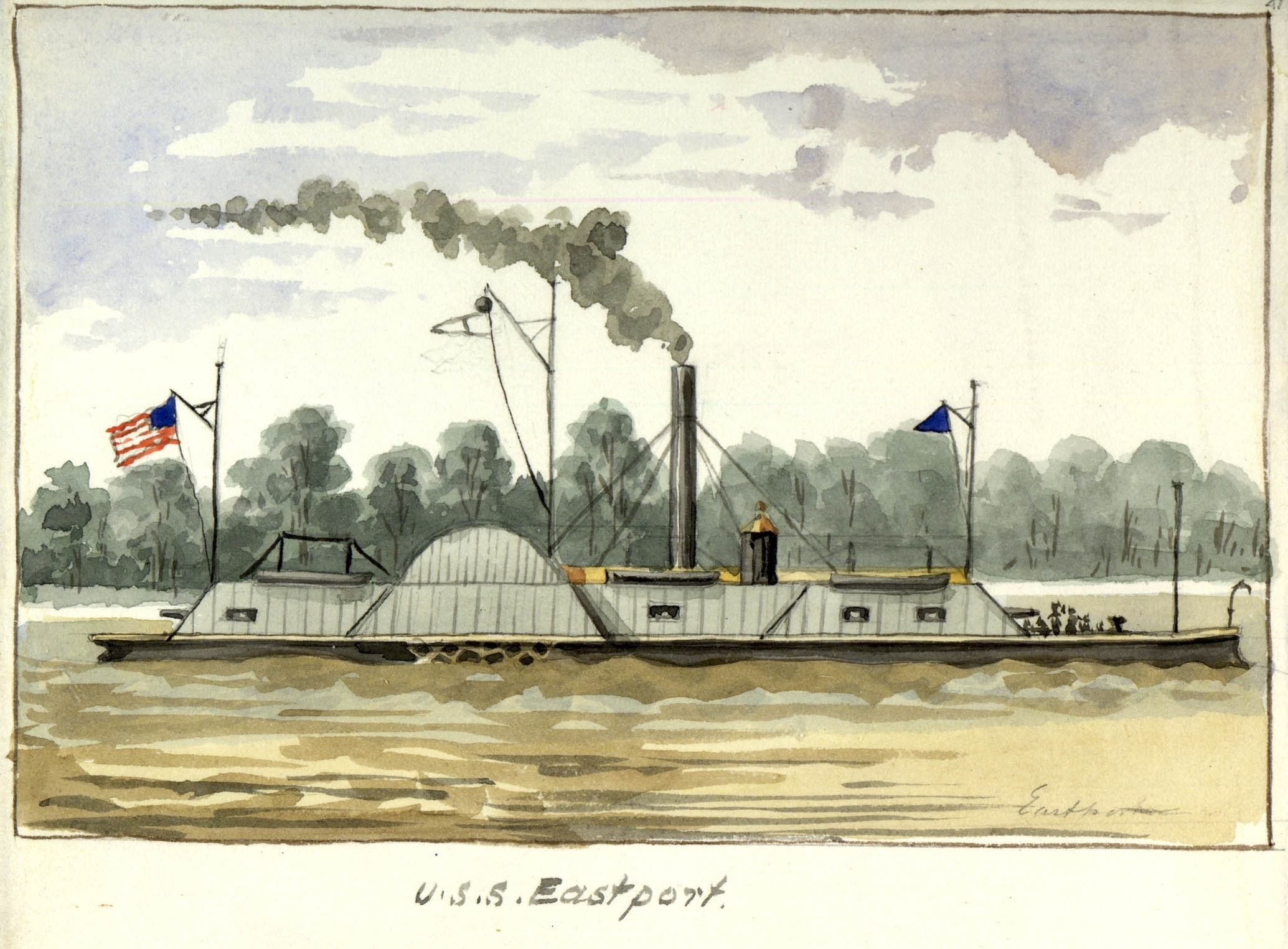
USS Eastport por Ens. D. M. N. Stouffer, ca. 1864-65

El buque se hundió en unas cinco horas, pero pudo ser reflotado unos días más tarde, momento en el que se le retiraron los cañones, para el 26 de abril, ser echado a pique para evitar su captura por fuerzas confederadas.